# Claes Christian Crasemann
Claes Christian Crasemann (* 15. April 1801 in Hamburg; † 13. Juni 1887 ebenda) war ein Hamburger Kaufmann und Abgeordneter.

## Leben
Crasemann begann 1815 eine Lehre bei Parish & Co und blieb bis 1827 in der Firma tätig. Ab 1834 betrieb er zusammen mit seinem Bruder Christoph Adolph Crasemann unter dem Firmennamen C.A. Crasemann ein Handelshaus, aus dem er 1872 ausschied.
Crasemann wirkte als kaufmännischer Richter am Niedergericht von 1848 bis 1854 und als Handelsrichter von 1852 bis 1854. Von 1855 an gehörte Crasemann der Commerzdeputation an, die er 1860 als Präses leitete.
In dieser Eigenschaft nahm er zusammen mit Adolph Soetbeer 1860 an Verhandlungen in Magdeburg zur Aufhebung der Elbzölle teil.
Crasemann gehörte von 1859 bis 1865 der Hamburgischen Bürgerschaft an.
Crasemann war mit Emma Polliz (13. November 1810 – 25. März 1887) verheiratet, Rudolph Crasemann war sein Sohn.